# Mualani
Havajska poglavarica Mualani (također Muolani ili jednostavno Mua; lani = "nebo") bila je starohavajska plemkinja, princeza Koʻolaua na otoku Oʻahuu. Bila je kći i nasljednica princeze Hinakaimauliʻawe od Koʻolaua te tako unuka poglavice Kalehenuija. Otac Mualani je bio čovjek zvan Kahiwakaʻapu (muž Hinakaimauliʻawe).
Princeza Mualani je bila tahićanskog podrijetla kao potomkinja tahićanskog čarobnjaka Mawekea.
Nakon što joj je majka umrla, Mualani ju je naslijedila.
Premda su mnogi havajski vladari imali više supružnika, jedini poznati suprug Mualani, znan iz drevnih pojanja, bio je čovjek imena Kaomealani, koji je poznat i kao Kaʻomea ili Kaomealani I.
Mualani i njezin muž imali su sina i kćer. Sin im je bio Kua-o-Mua ("Kua, sin Mue"), koji je oženio svoju sestru, koja je znana kao Kapua-a-Mua. Njihov je brak smatran svetim. Sin brata i sestre bio je plemić Kawalewaleoku, koji je smatran bogom. Njegov "sveti rang" bio je niau piʻo. Njegova je supruga bila Unaʻula. Unaʻula i Kawalewaleoku su bili roditelji Kaulaulaokalanija, koji je pak bio otac plemkinje Kaimihauoku.
| Prethodnik:      | princeza Koʻolaua | Nasljednik: |
| Hinakaimauliʻawa | princeza Koʻolaua | Kua-o-Mua   |